# Stafkaart
Een stafkaart is een ietwat verouderde naam voor wat tegenwoordig de topografische kaart wordt genoemd; deze oudere term komt in het dagelijks taalgebruik nog vaak voor.
De naam stamt uit de tijd (de negentiende eeuw) dat topografische kaarten door militairen, de "Officieren van den Generalen Staf" werden vervaardigd; de activiteit was dan ook ondergebracht bij het ministerie van Defensie. De kaarten dienden in de eerste plaats voor de militaire staf.
In België worden de stafkaarten uitgegeven door het Nationaal Geografisch Instituut.  In Nederland ressorteert de Topografische Dienst niet langer onder het Ministerie van Defensie; hij is tegenwoordig ondergebracht bij de (zelfstandige) dienst van het Kadaster onder de naam Kadaster Geo-Informatie.